# Dag (cràter)
Dag és un petit cràter d'impacte que pertany a la cara visible de la Lluna. Està situat sobre el Lacus Felicitatis, i els seus veïns més propers són dos petits cràters més: Ina (al sud) i Osama (al sud d'Ina).

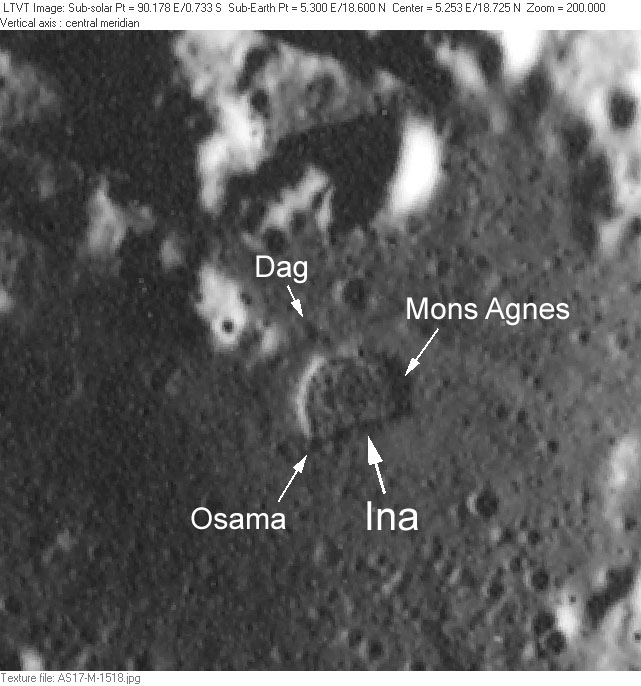
Rodalies de Dag
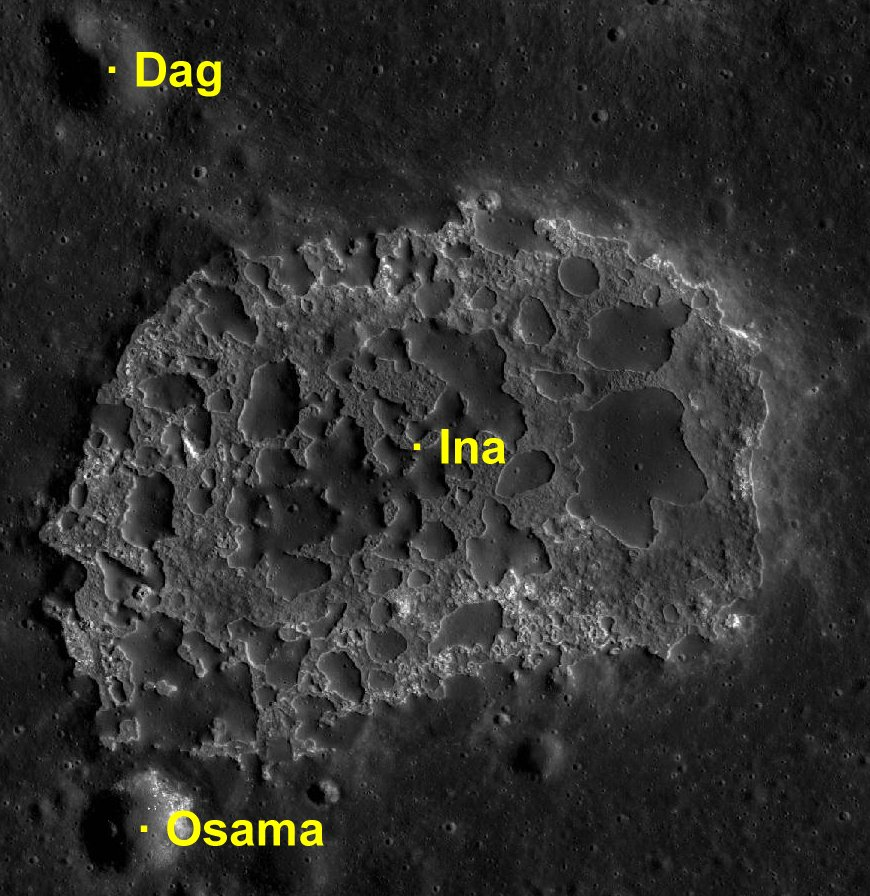
Imatge dels cràters Dag, Osama i Ina (LRO)

El cràter té una forma lleugerament allargada i la seva profunditat és d'uns 69 m. A la part occidental es localitza un cràter encara més petit, i la part nord del seu sòl mostra una àrea d'alt albedo.
El nom procedeix d'una designació originalment no oficial, continguda a la pàgina 41C3/S1 de la sèrie de plànols del Lunar Topophotomap de la NASA, que va ser adoptada per la UAI el 1976.